# Obersachsenberg

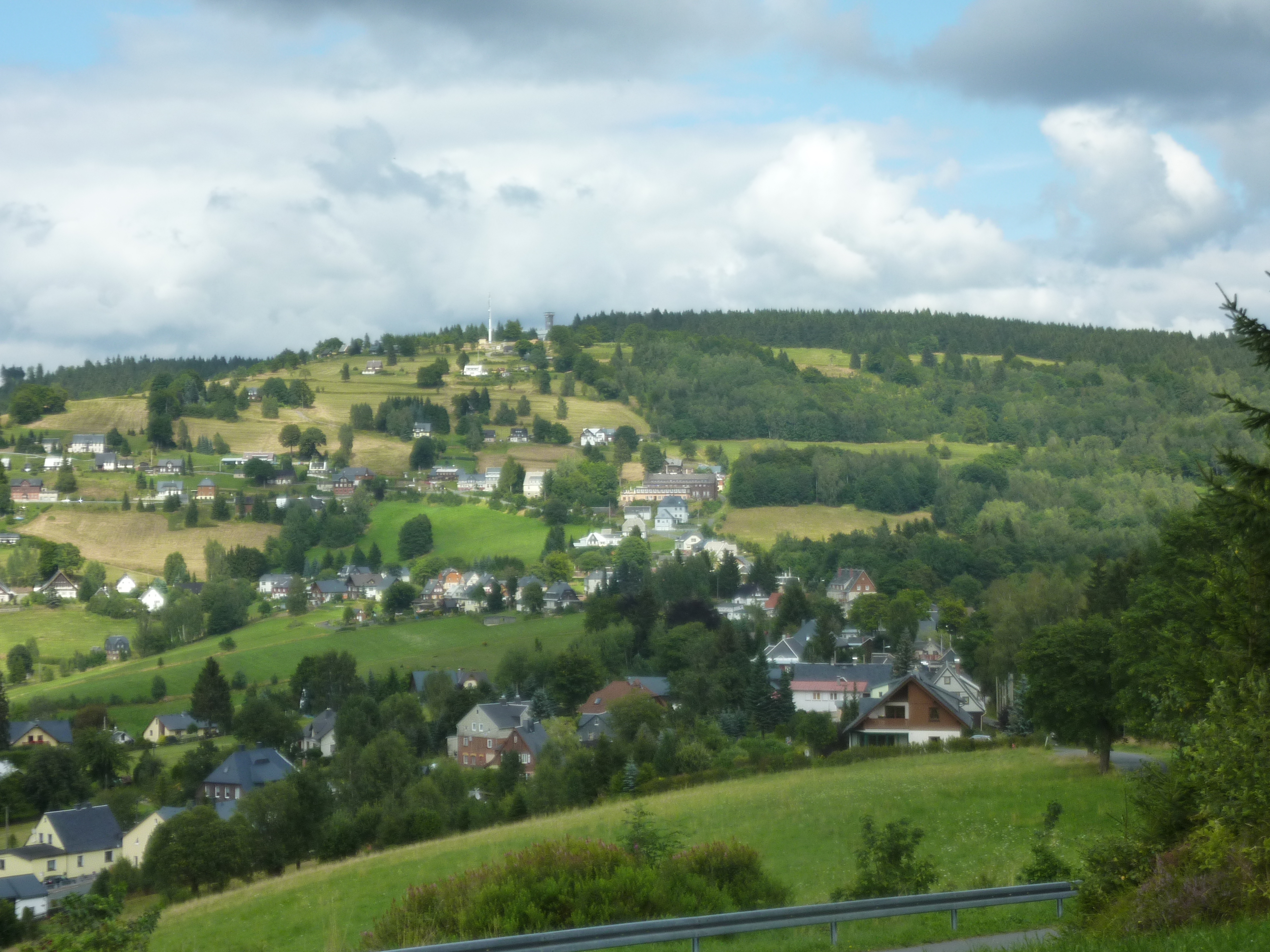
Blick nach Obersachsenberg mit Waldgut (Mitte) und Aschberg (2012)

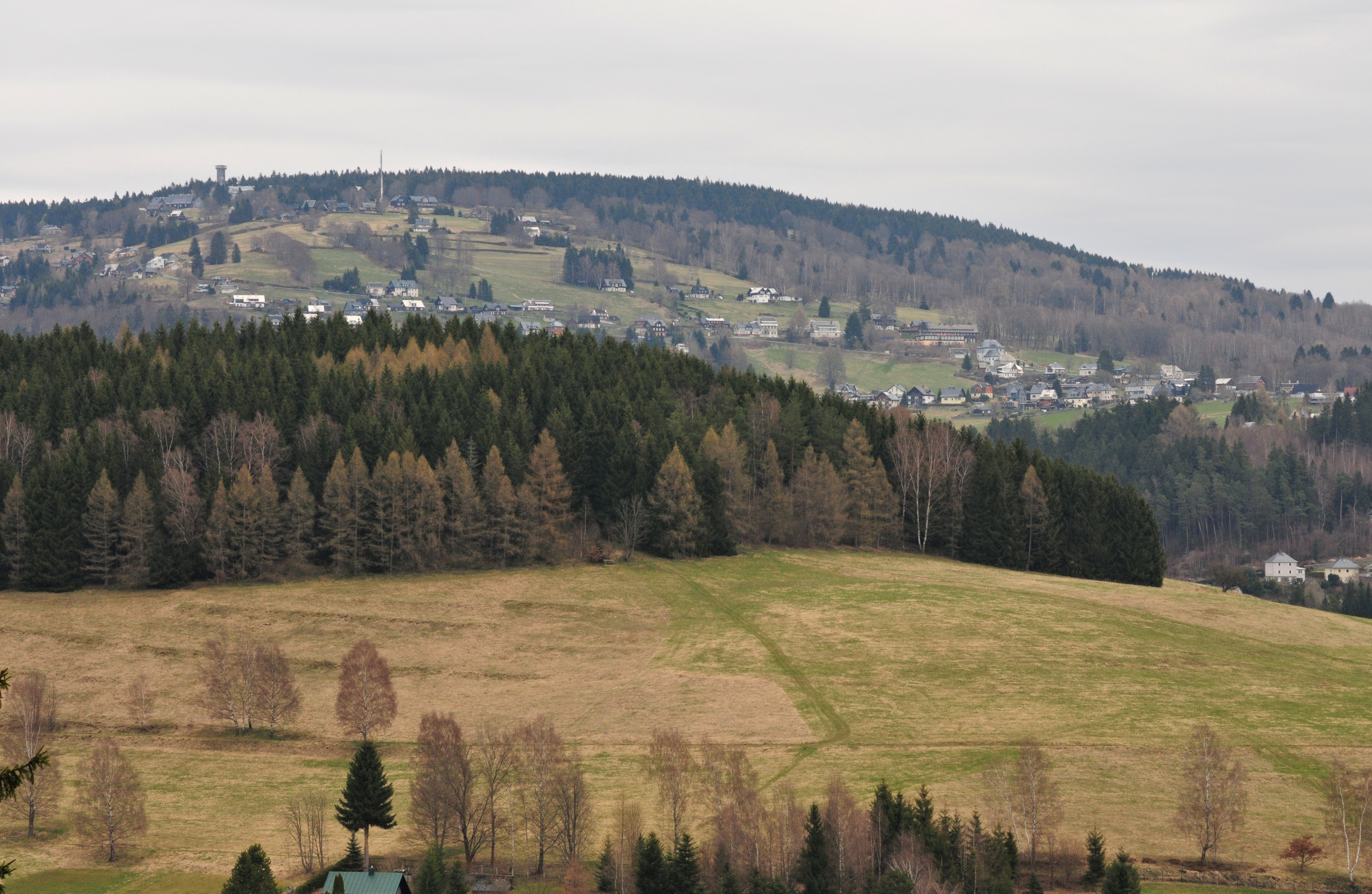
Blick auf den Aschberg und nach Obersachsenberg aus Richtung Brunndöbra (2022)

Obersachsenberg ist eine zum Ortsteil Sachsenberg-Georgenthal der Stadt Klingenthal gehörige Gemarkung im sächsischen Vogtlandkreis. Der Ort schloss sich 1929 mit der Gemeinde Untersachsenberg zur Gemeinde Sachsenberg zusammen. 1934 entstand durch Zusammenschluss mit Georgenthal ⊙ (mit den Ortsteilen Steindöbra ⊙ und Aschberg ⊙) die Gemeinde Sachsenberg-Georgenthal, die seit 1950 zu Klingenthal gehört.

## Geographische Lage
Obersachsenberg liegt nordöstlich des Stadtzentrums von Klingenthal und unterhalb des Aschberggipfels im Südosten des sächsischen Teils des historischen Vogtlands, gehört aber bezüglich des Naturraums zum Westerzgebirge. Östlich des Ortes verläuft überwiegend an einer Straße unmittelbar die Staatsgrenze zur Tschechischen Republik.
Die Gemarkung Obersachsenberg ist die kleinste der drei zum Ortsteil Sachsenberg-Georgenthal gehörenden. Sie ist nur von den Klingenthaler Gemarkungen Untersachsenberg und Steindöbra umgeben und grenzt zudem direkt an die sächsisch-tschechische Grenze. Die Gemarkung trägt die Nummer 5411.

## Geschichte

### Territorialgeschichte
Obersachsenberg lag von 1657 bis 1718 im Sekundogeniturfürstentum Sachsen-Zeitz und danach bis 1856 im kursächsischen bzw. königlich-sächsischen Amt Voigtsberg und unterstand dem Patrimonialgericht des Waldgutes, das den Charakter eines Rittergutes hatte. Nach 1856 gehörte der Ort zum Gerichtsamt Klingenthal und ab 1875 zur Amtshauptmannschaft Auerbach.
Die Gründung des Ortes geht auf den Kurfürsten Johann Georg I. von Sachsen zurück, der ab 1626 den sich bis zur böhmischen Grenze erstreckenden Auerbacher Wald unterhalb des Aschberggipfels urbar machen ließ und den dort sich niedergelassenen Grundherrn Rechte und Freiheiten verlieh. Ziel war u. a. das Anlocken fachkundiger Bergleute aus der benachbarten Bergstadt Graslitz, denen man am Berg auf sächsischer Seite jenseits der Grenze den Erwerb von Grundstücken am Sachsenberg erleichterte.
So entstanden spätestens 1630 zunächst zwei Waldgüter, aus denen durch allmähliche Zunahme der Bebauung Obersachsenberg (ausgehend vom Oberen Waldgut) und Untersachsenberg (ausgehend vom Unteren Waldgut) hervorgingen. Das Dorf Obersachsenberg wurde 1631 angelegt und wegen seiner Nähe zur Grenze des Kurfürstentums mit Böhmen benannt. Nach Ende des Dreißigjährigen Krieges stieg die Bevölkerung in den 1650er Jahren durch den Zuzug von protestantischen Glaubensflüchtlingen (Exulanten) aus dem Königreich Böhmen an, die im Zuge der Gegenreformation ihre Heimat verlassen mussten, weil sie nicht den katholischen Glauben annahmen.
Die Grundherrschaft und Patrimonialgerichtsbarkeit über Obersachsenberg lag bis 1855 beim Waldgut Obersachsenberg. Diesem unterstanden 1703 neun Häuser. Um das Waldgut standen 1768 bereits 15 Häuser, in denen Köhler und Holzhauer wohnten. 1790 waren es immer noch 15 Häuser und 44 Häusler. 1890 hatte der Ort 1057 Einwohner. 1875 hatte Obersachsenberg 90 Häuser mit 901 Einwohnern. 1877 gehörte der Ort zum Postbestellbezirk Klingenthal.
Wie im gesamten Klingenthaler Raum wurden auch in Obersachsenberg Musikinstrumente hergestellt. Im 19. Jahrhundert war das Waldgut Obersachsenberg im Besitz der Familie des Instrumentenbauers Johann Wilhelm Rudolph Glier. Seit 1893 wird das obere Waldgut als Wirtschaft beschrieben. In der Gegenwart ist das Gebäude als „Hotel Waldgut“ bekannt, das jedoch bereits seit Jahren geschlossen.
1752 war Obersachsenberg nach Klingenthal eingepfarrt. 1878 wurde Obersachsenberg dann erst nach Untersachsenberg eingepfarrt, da in jenem Jahr dort eine evangelisch-lutherische Pfarrkirche errichtet wurde. Seit 1930 ist der Ort der Kirchgemeinde Klingenthal-Sachsenberg-Georgenthal zugehörig.
Mit dem im ausgehenden 19. Jahrhundert zunehmenden Tourismus und Wintersport wurde auch in Obersachsenberg der Tourismus ein neuer Erwerbszweig. Das Waldgut, das bereits seit 1631 über das Schankrecht verfügte, wurde zuerst zum Berggasthof, dann zum Sporthotel ausgebaut. Unweit davon entstand eine Skihütte und in den 1930er Jahren am oberen Ortsende unweit des Aschberggipfels eine Jugendherberge des Reichsverbandes Deutscher Jugendherbergen, die heute noch als solche genutzt wird. Die Errichtung einer Vogtlandwarte kam über erste Planungen allerdings nicht hinaus.
Die Gemarkung Obersachsenberg hat heute eine Größe von 69 ha.

### Ortsnamensformen
- 1709: Ober Sachßenberg
- 1720: Ober Sachsenberg
- 1820: Obersachsenberg[9]

### Bevölkerungsentwicklung
| Jahr      | 1791       | 1834 | 1871 | 1875 | 1890 | 1910 | 1925 |
| --------- | ---------- | ---- | ---- | ---- | ---- | ---- | ---- |
| Einwohner | 44 Häusler | 562  | 902  | 901  | 1057 | 1201 | 1056 |

1834 bekannten sich 12 Einwohner zum Katholizismus; 1925 waren es 35. In diesem Jahr bekannten sich  898 Einwohner zur evangelisch-lutherischen Auslegung und 123 Personen waren nicht- oder andersgläubig. 1910 war Obersachsenberg unter den 69 Kommunen der Amtshauptmannschaft Auerbach auf Rang 26.